# Vanessa Velemir Diaz
Vanessa Velemir Diaz (* Juli 2001 in Offenbach am Main) ist eine deutsche Schauspielerin mit honduranischen sowie bosnisch-serbischen Wurzeln.

## Leben und Karriere
Vanessa Velemir Diaz absolvierte von 2020 bis 2023 ihre Schauspielausbildung an der Internationalen Akademie für Filmschauspiel Köln. Erste Erfahrungen vor der Kamera sammelte sie während dieser Zeit im Kinofilm Frisch (2022) unter der Regie von Damian John Harper. Es folgten Fernsehrollen, unter anderem in der ZDF-Serie Der Bergdoktor (2023) sowie eine Hauptrolle in dem Sketch-Comedy-Format Knigge & Co (Sketch-Comedy, ZDF), die ebenfalls 2023 beim ZDF ausgestrahlt wurde.
Ab 2025 ist sie in einer Ensemblehauptrolle in der RTL+-Produktion Euphorie (Serie, RTL+) zu sehen. Zudem gehört sie ab der fünften Staffel zur Besetzung der ARD-Serie Die Heiland – Wir sind Anwalt.
Velemir Diaz lebt in Berlin. Zuvor verbrachte sie längere Zeit in Köln sowie in New York City.

## Filmografie (Auswahl)
- 2022: Frisch
- 2023: Der Bergdoktor
- 2023: Knigge & Co (Sketch-Comedy, ZDF)
- 2024: Der Krimi aus Brandenburg: Die Raaben und das tote Mädchen
- 2024: Baba Kush
- ab 2025: Euphorie (Serie, RTL+)
- ab 2025: Die Heiland – Wir sind Anwalt